# 西方寺

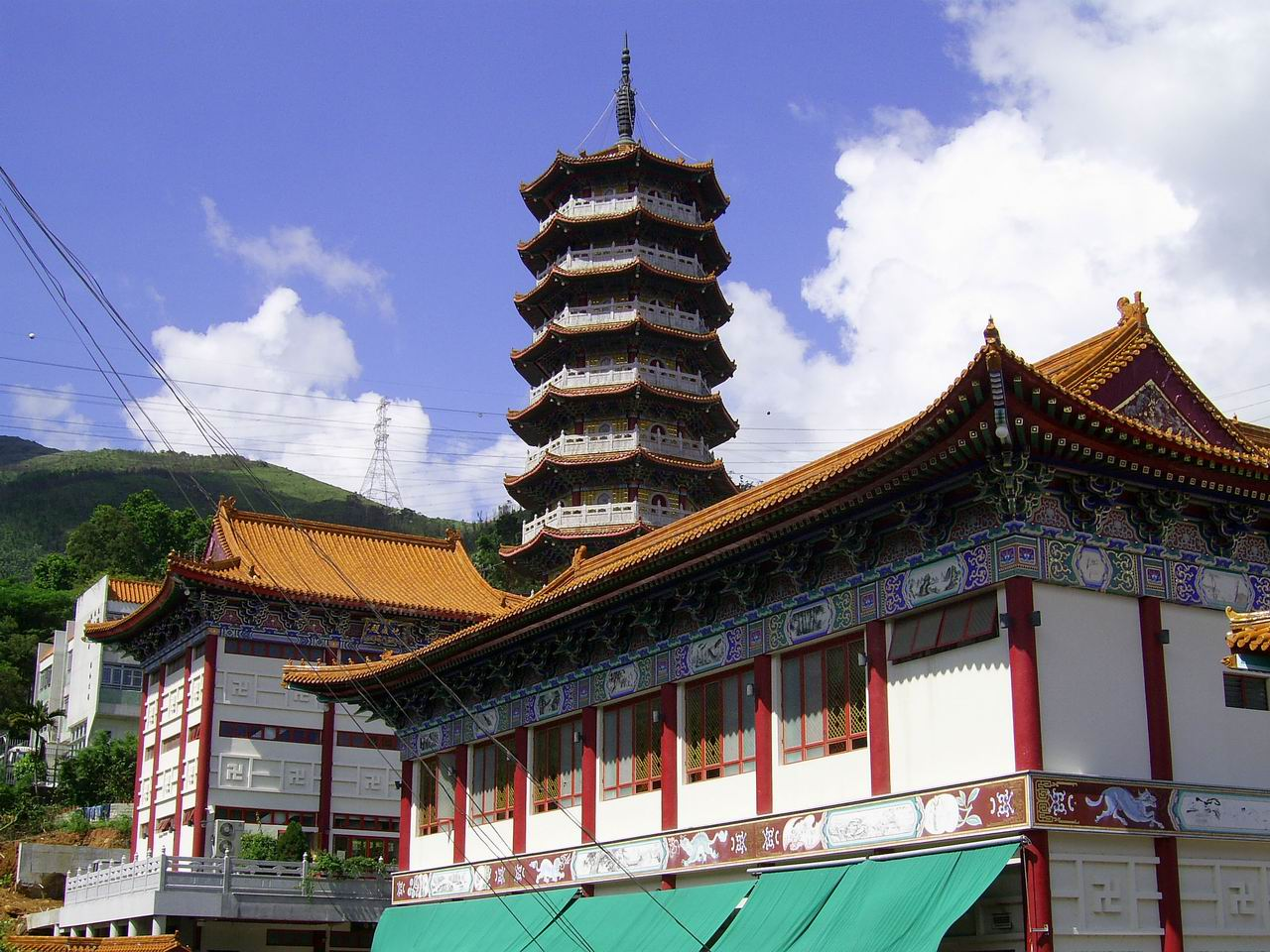
西方寺

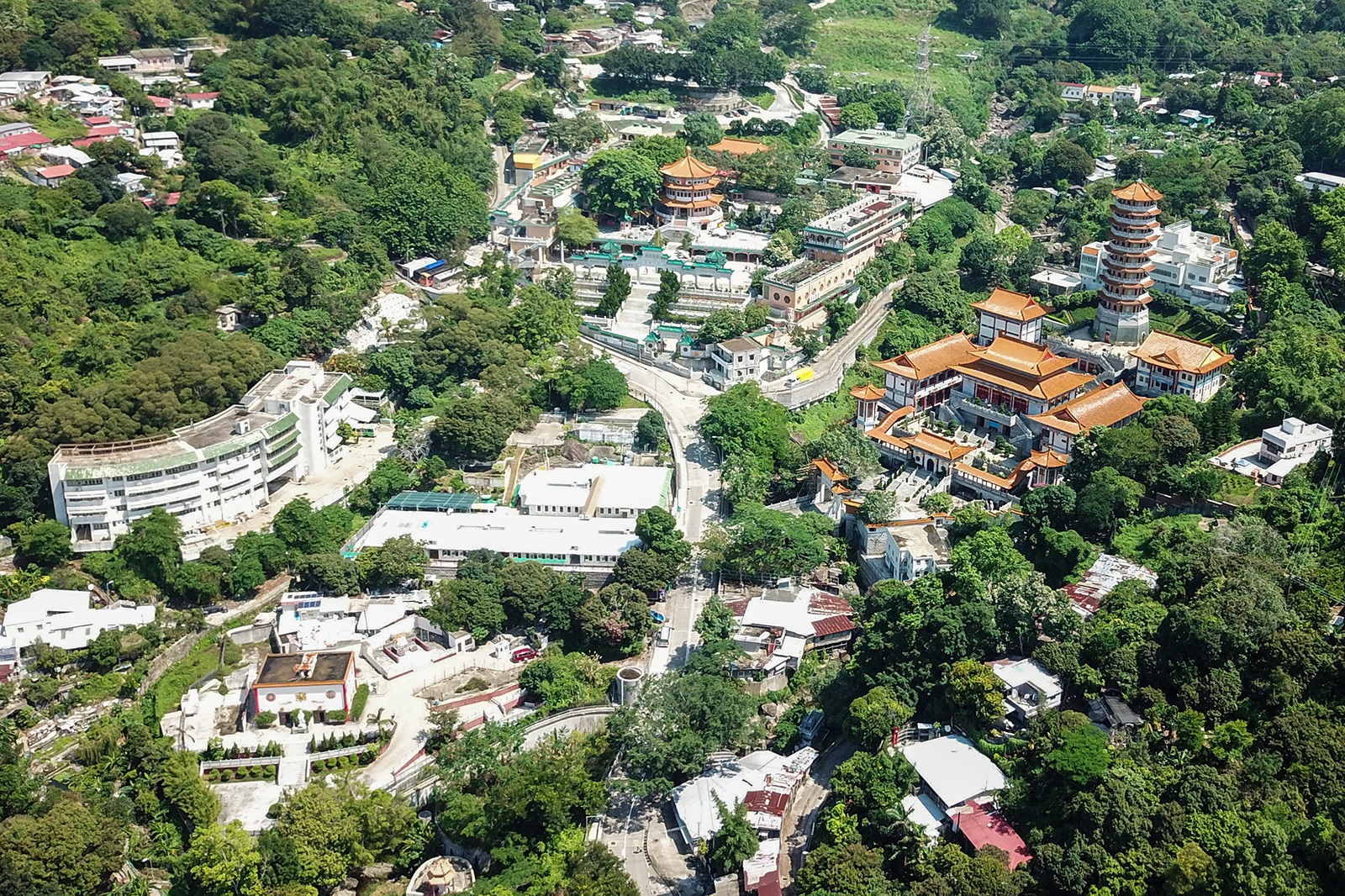
圓玄學院（左）和西方寺（右）

西方寺（英語：Western Monastery）是一所座落於香港新界荃灣老圍三疊潭的佛教道場，由佛教團體香港菩提學會會長永惺長老於1972年修建，背靠大帽山，前臨三疊潭，全寺面積為140,000平方呎，時至今日，西方寺已成為區內有名的寺院之一。
西方寺現時的主持是释寬運。

## 建築
西方寺山門對聯由永惺長老撰句、馮康候書寫：「南海泛慈舟梵貝聲聲皈淨土；西方傳內典源流脈脈接靈山」，寺内正中為有一棟两層高的中國宮殿式建築「大雄寶殿」，下層為「五觀堂」，即齋堂。前為「天王殿」，內奉彌勒菩薩及四大天王，兩側為「鐘、鼓樓」；另有一座九層高的「萬佛寶塔」，塔基之建造仿照台灣日月潭的慈恩塔，而塔身則以廣州六榕寺的花塔為參考，塔內的七寶鑲嵌壁畫名為《觀無量壽經圖》，全長70米，由68幅小畫組成，塔內最高層藏有兩顆顏色各有深淺佛陀舍利；還有「藏經樓」、「彌勒殿」及「地藏殿」等。

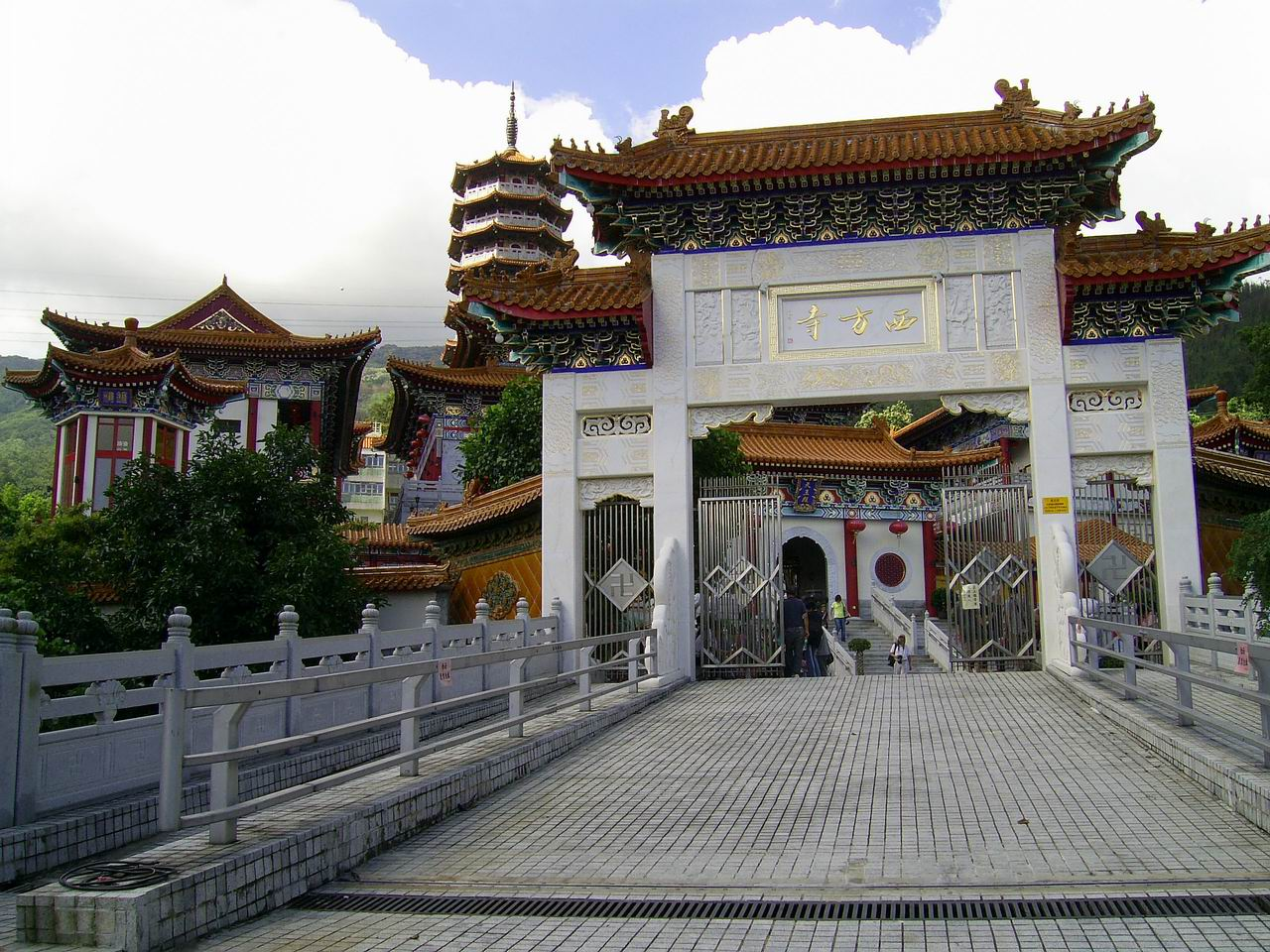
入口門樓
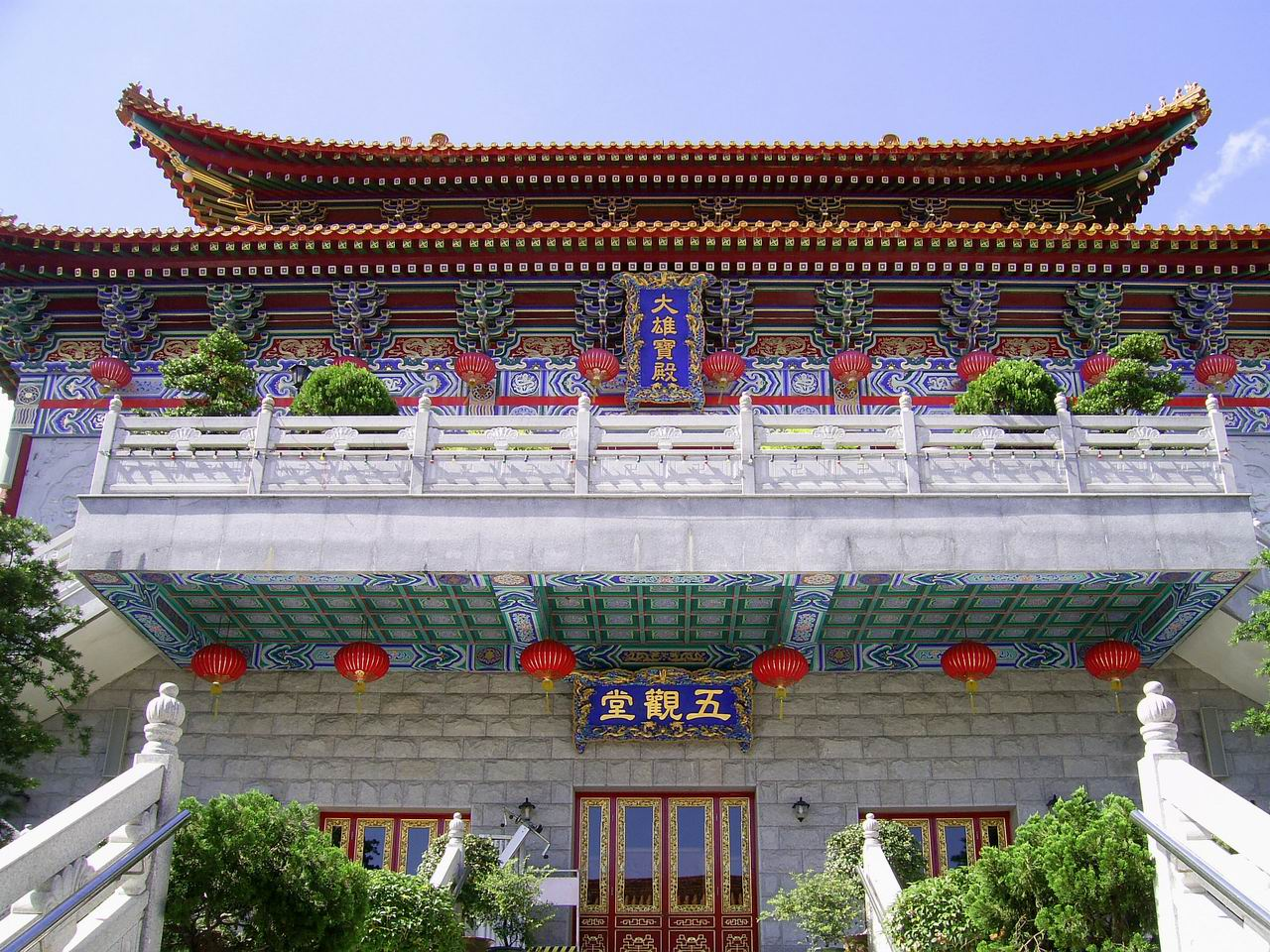
大雄寶殿及五觀堂
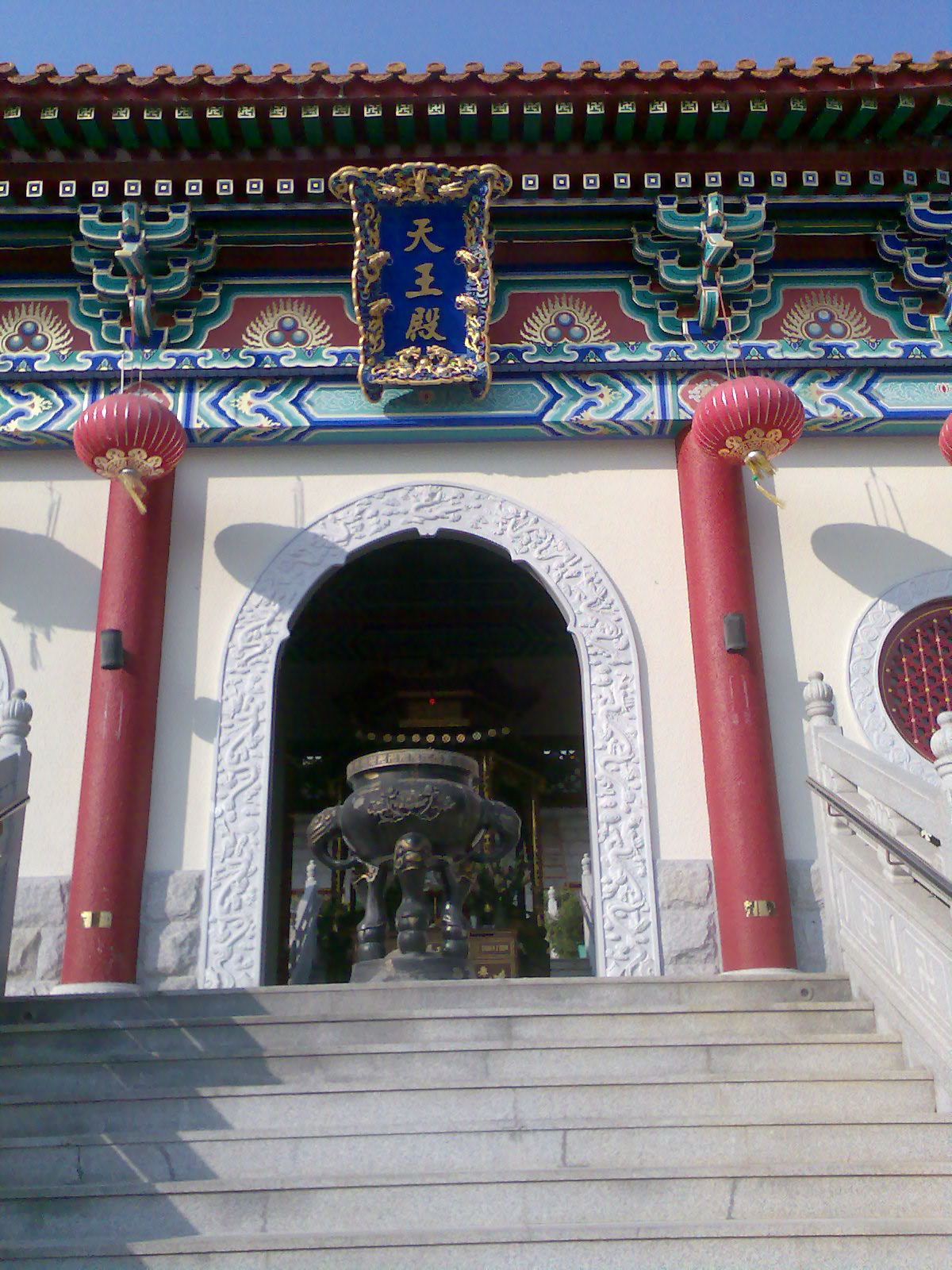
天王殿
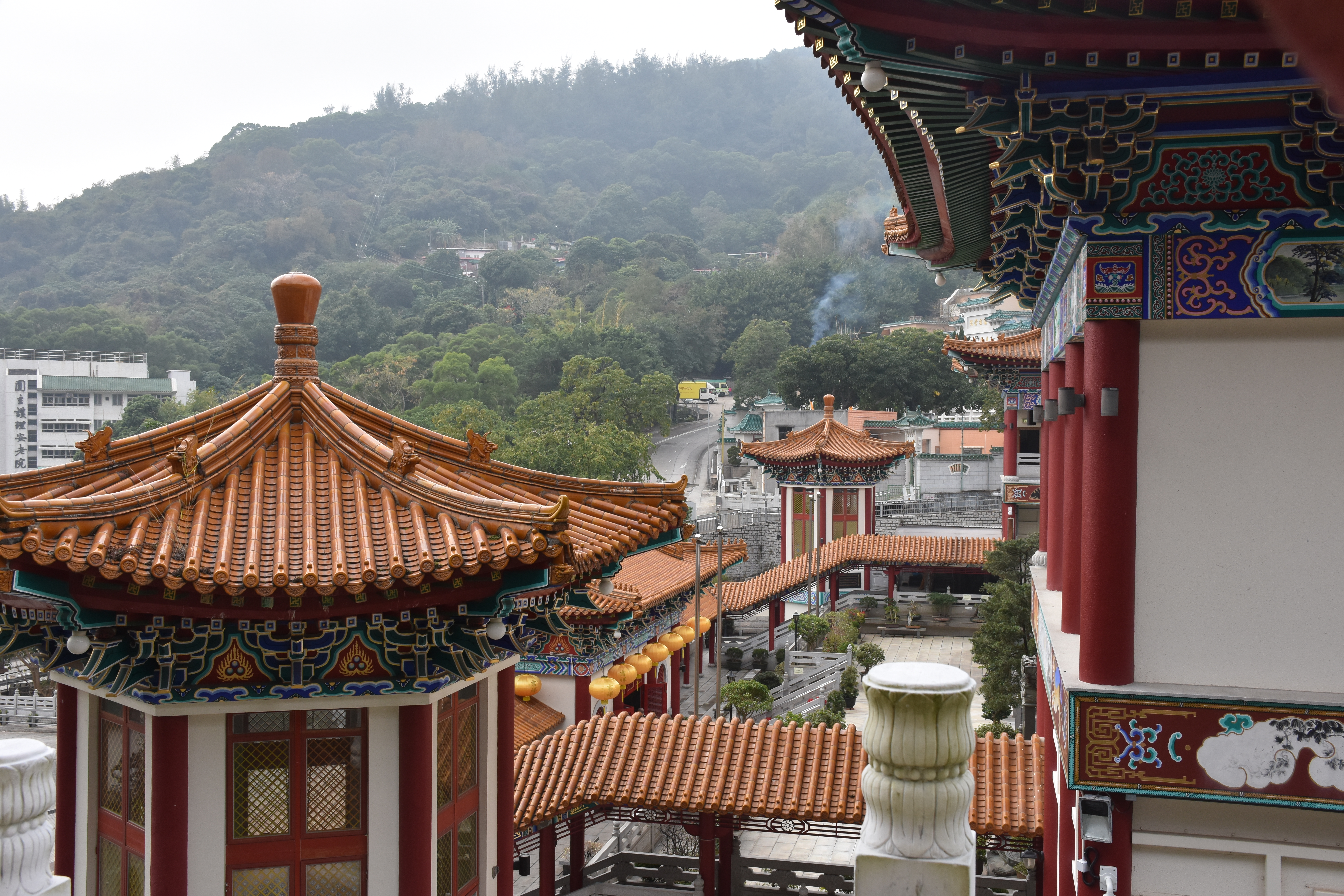
前庭
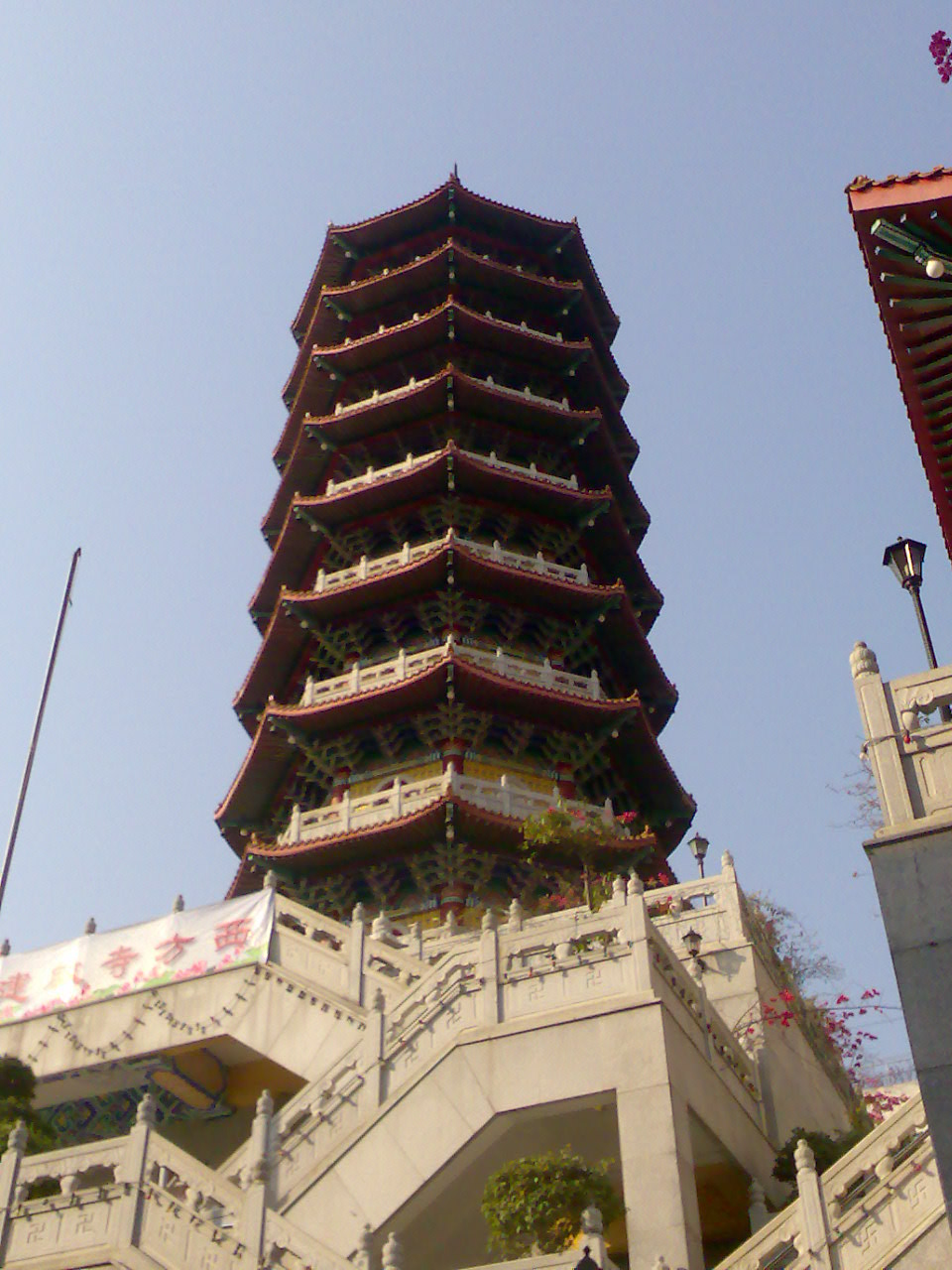
萬佛寶塔
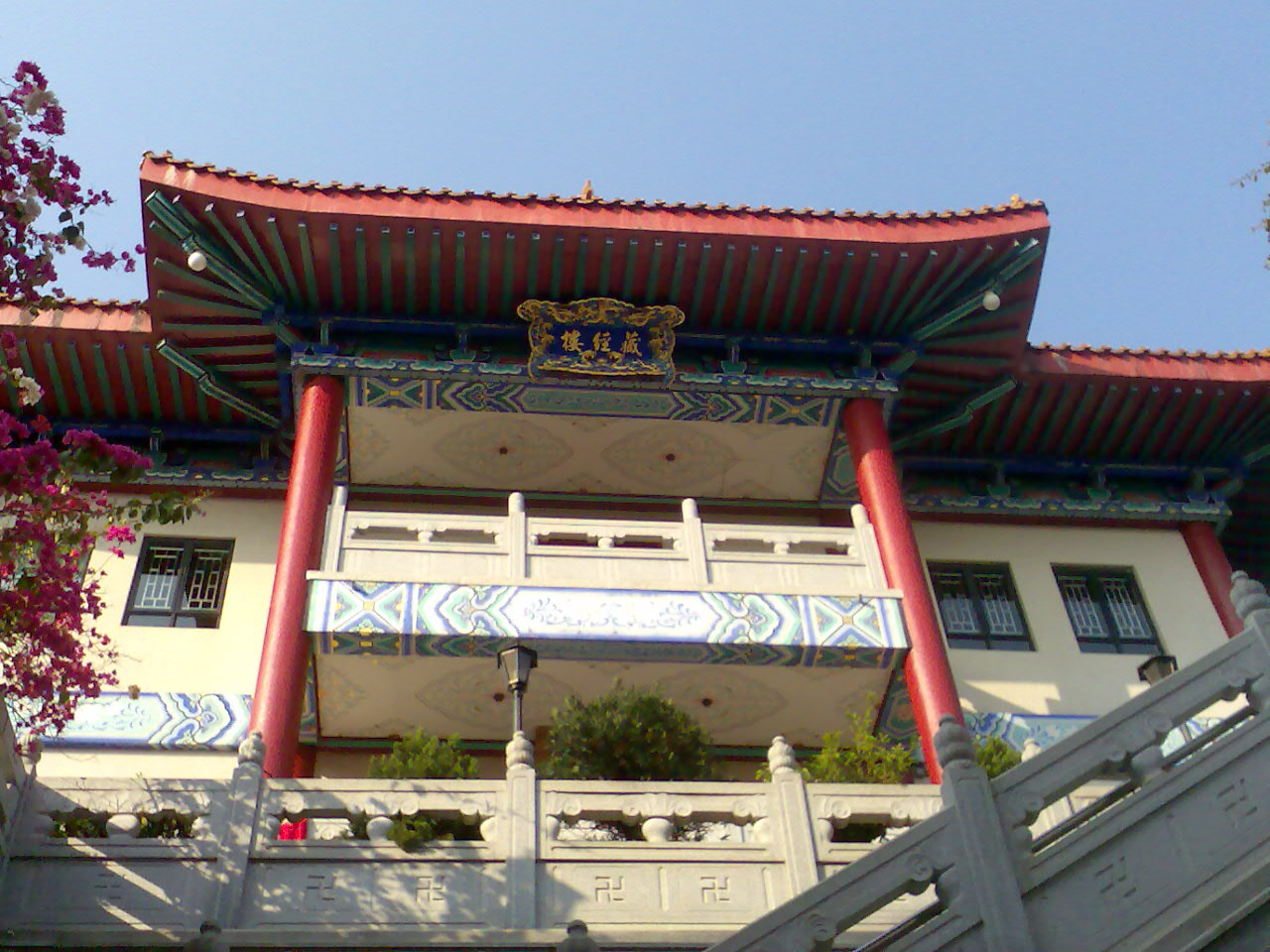
藏經樓
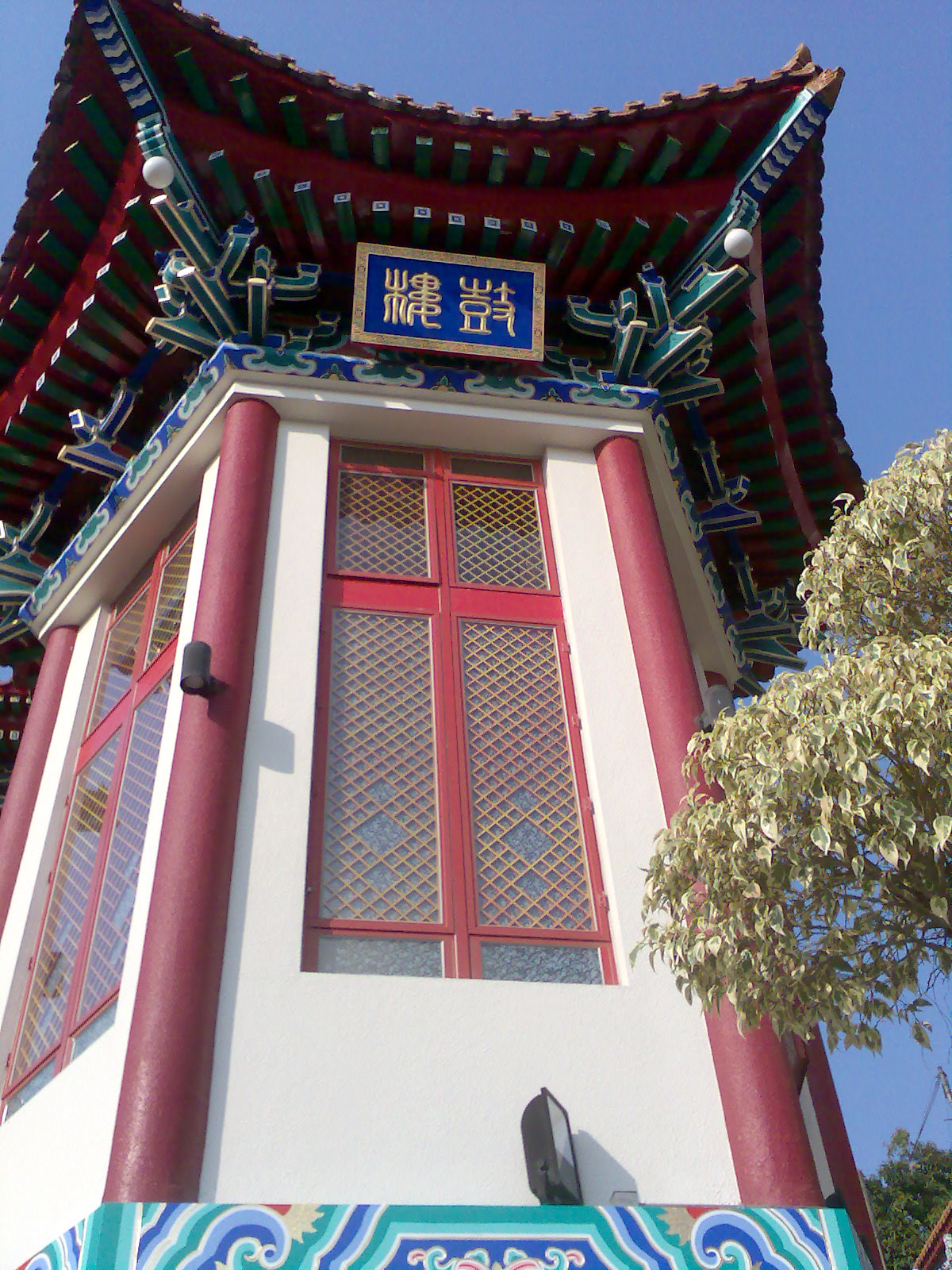
鼓樓
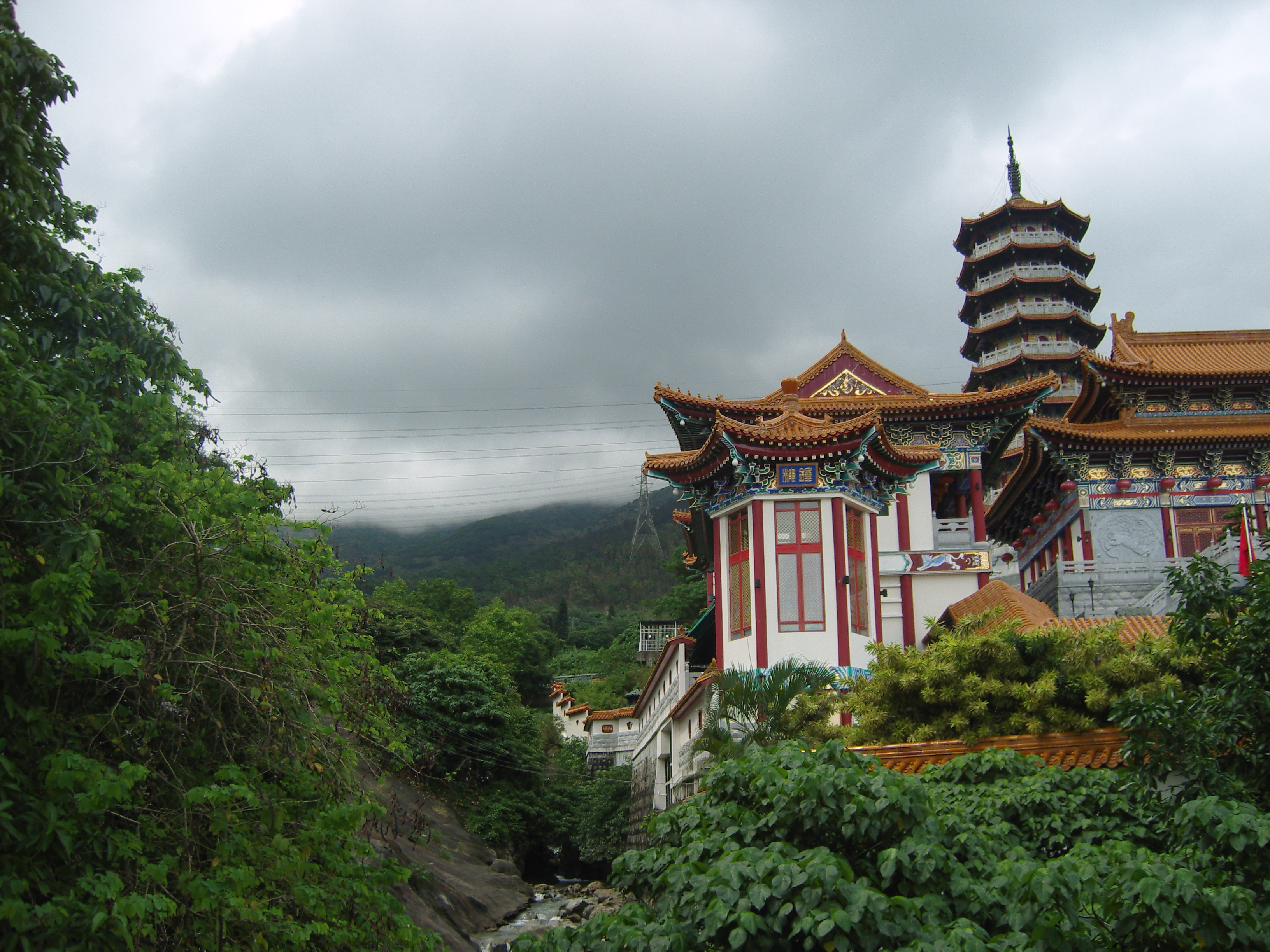
鐘樓
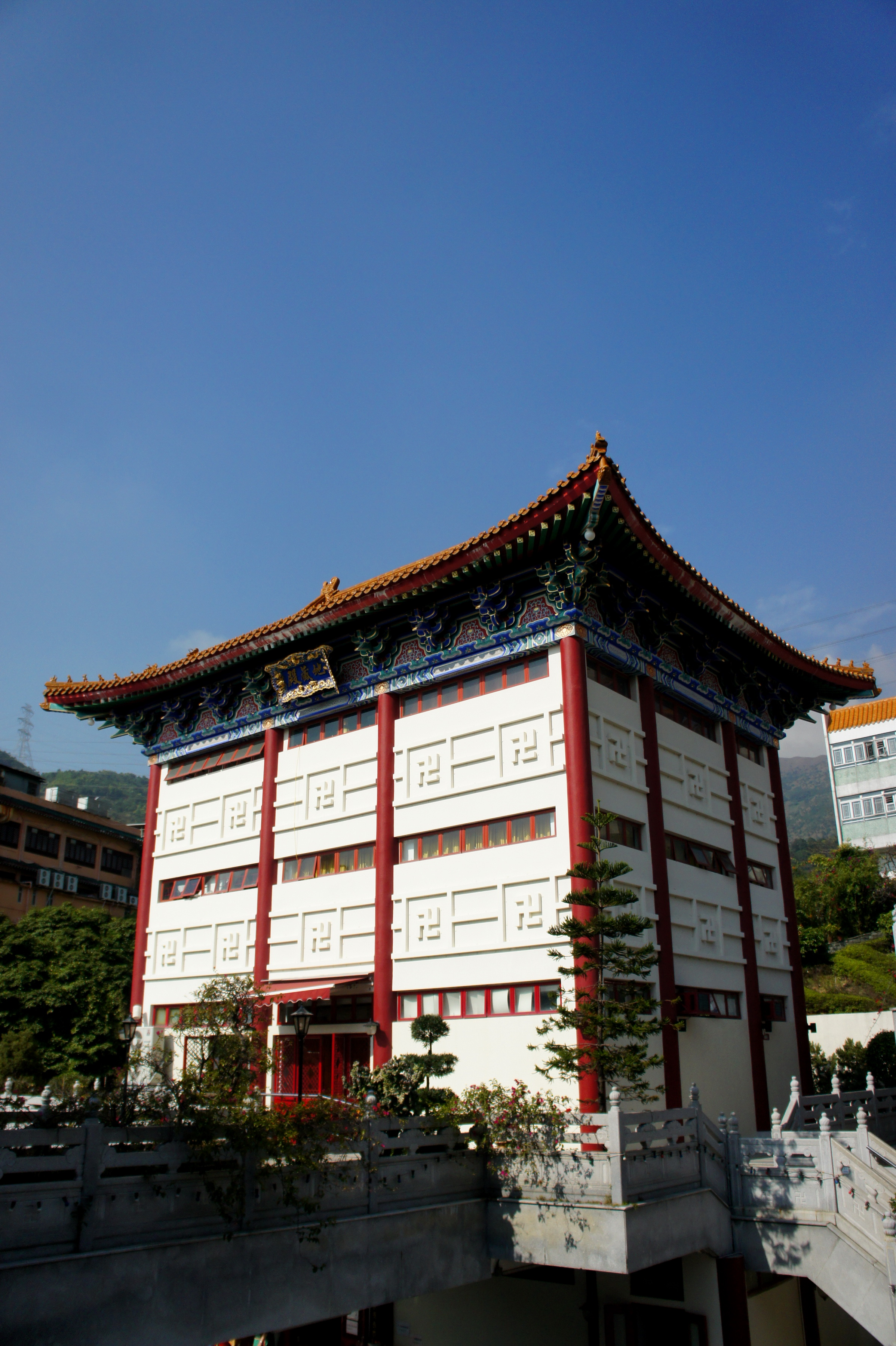
地藏殿
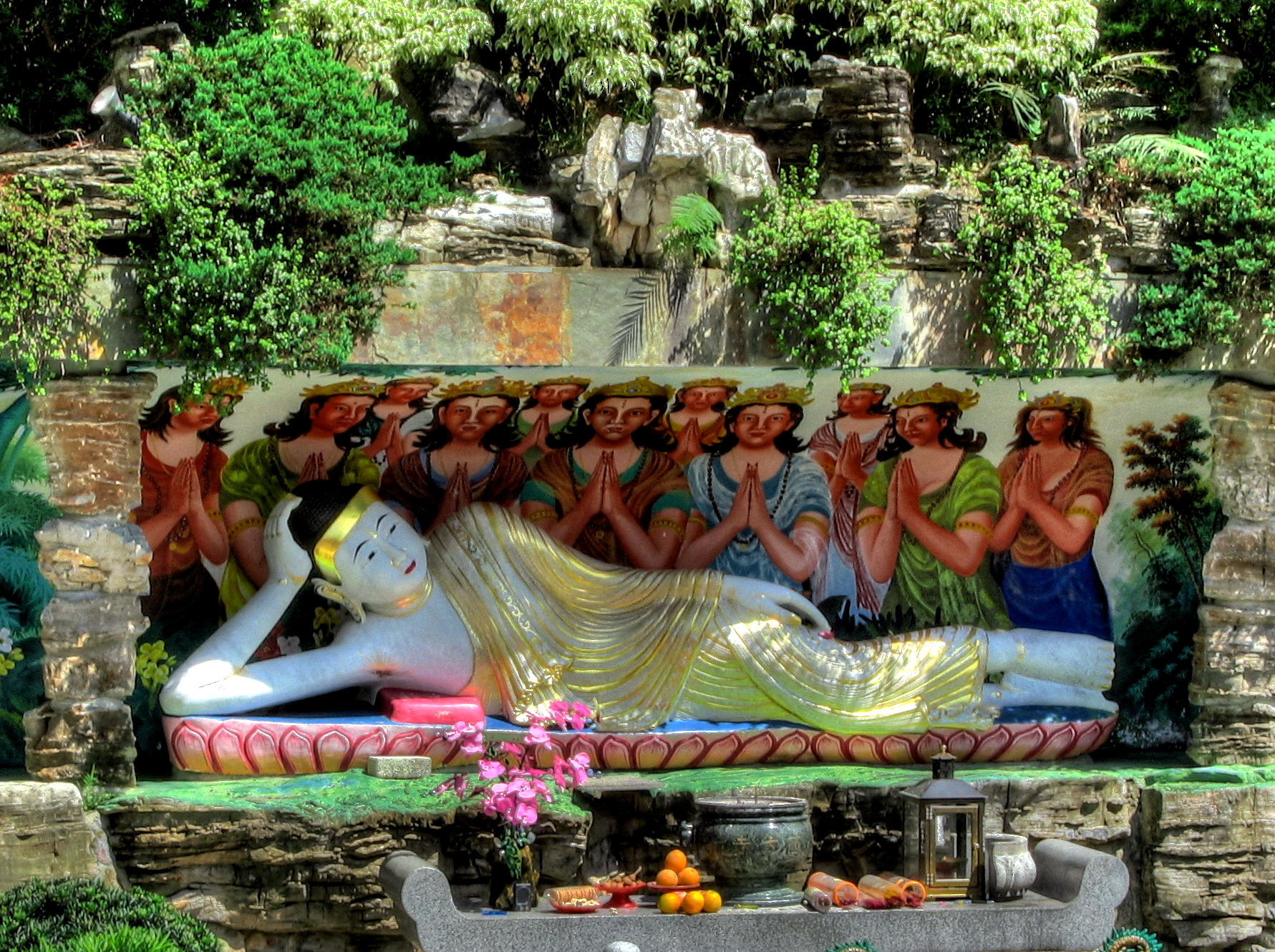
臥佛
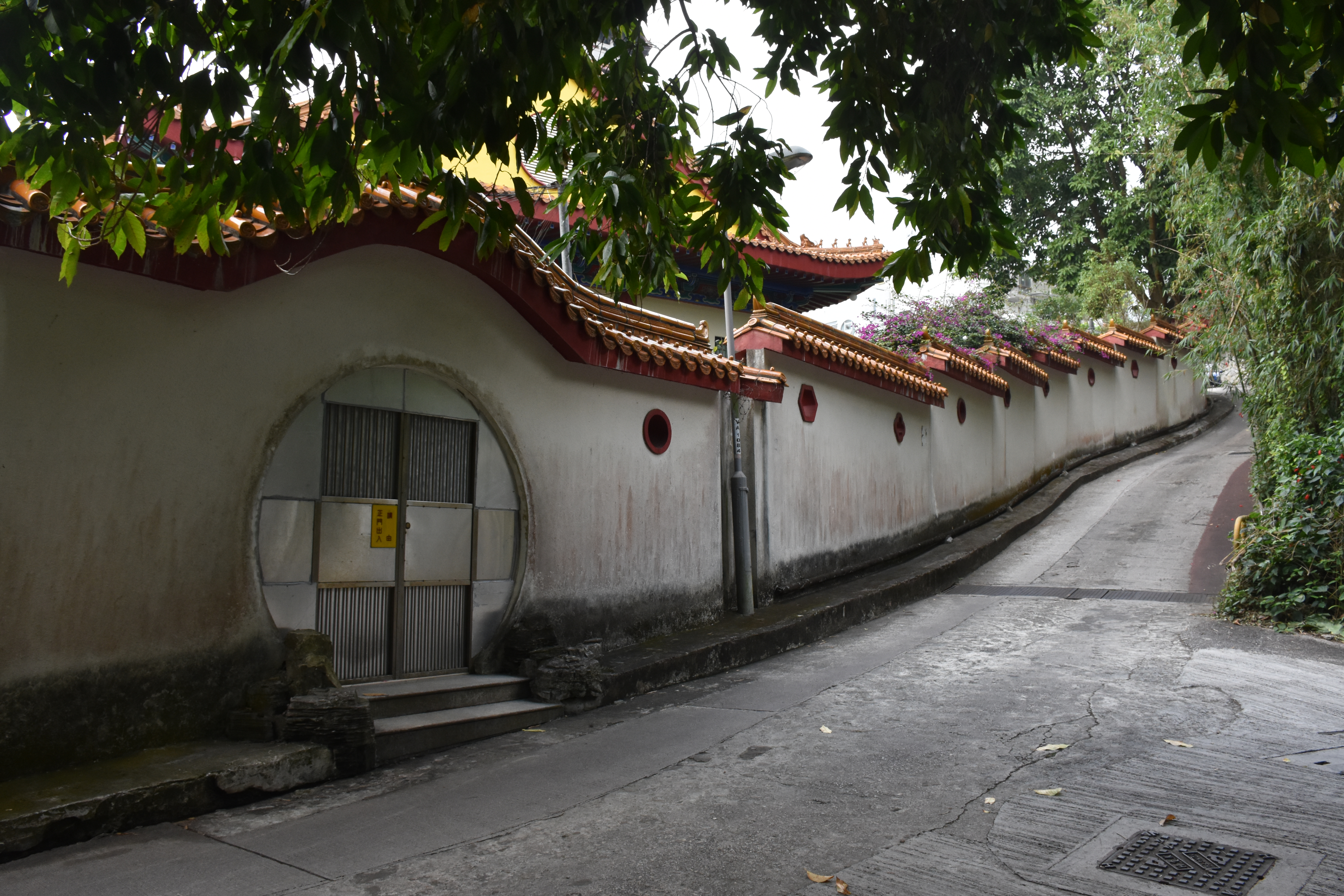
後門

## 擴建
由於寺院法務發展需要，來往僧俗日漸增多，原有建築規模已不敷應用，加上部設施日久失修，時有倒塌之虞，故於1999年初，進行擴建。規劃分兩期進行，得曾志偉、演藝界及社會賢達善長共同組成「千禧攜手籌建西方寺委員會」，策劃各項籌款活動，於2000年先後展開一連串籌募經費活動，包括「群星演唱會」、「愛心曲奇義賣」、「萬人坐禪」、「粵曲大匯演」、「水陸法會」、「十八區區議員攜手合辦慈善獎券」、「世紀慈善千元素宴」等7項大型募捐運動，籌得建寺大部份款項。
第一期於1999年底落成，包括「萬佛塔」、「藏經樓」和一所設備完善的「菩提護理安老院」。第二期工程於2002年初展開，全寺重建工程在2003年初完峻。於2003年3月21日舉行「西方寺重建落成開光慶典」，主禮貴賓包括董趙洪娉夫人、梁愛詩女士、覺光法師、譚耀宗先生、饒宗頤教授、潘宗光教授等。
西方寺（香港菩提學會）於2011年向城規會申請更改位於菩提護理安老院後一幅農地之土地用途，由綠化地帶改為政府、機構或社區地帶以興建為數兩萬個骨灰龕的龕場作為第三期擴建。

## 觀音山文化博覽區
永惺法師發願在西方寺旁，依山而築建成「觀音山文化博覽區」，目的是將觀世音菩薩大慈大悲以鐫刻、彩塑、壁畫等等作弘布宣示，並將之嵌進山水之間，以期達至集宗教文化、休閑旅遊、景觀藝術為一體的參佛遊覽勝地的效果。

## 交通
- 由港鐵荃灣站步行10分鐘至兆和街，轉乘81號專線小巴至西方寺

## 鄰近的觀光熱點
- 圓玄學院
- 香海慈航
- 東普陀講寺
- 東林念佛堂
- 竹林禪院
- 南天竺寺

## 外部連結
- 西方寺 （页面存档备份，存于）
- 香港菩提學會
- Y/TW/4規劃申請